# Wilhelm Wiechowski
Wilhelm Wiechowski (6. května 1873 Praha – 19. prosince 1928 Baden) byl československý politik německé národnosti. Byl meziválečným senátorem Národního shromáždění za Německou sociálně demokratickou stranu dělnickou v ČSR.

## Biografie
Působil jako farmakolog. Publikoval odborné studie a byl vysokoškolským učitelem. Zasloužil se o poznání nových metod léčby střevních chorob na základě poznatků o účincích živočišného uhlí. Povoláním byl univerzitním profesorem, bytem na Smíchově. Vyučoval jako řádný profesor na německé univerzitě v Praze.
V parlamentních volbách v roce 1920 získal za Německou sociálně demokratickou stranu dělnickou v ČSR senátorské křeslo v Národním shromáždění. V senátu zasedal do roku 1925.
Zemřel v prosinci 1928 v Badenu u Vídně na srdeční mrtvici.